# Renald II de Borgonya
Renald II de Borgonya (1061- 1097) fou comte de Borgonya, de Mâcon, de Viena del Delfinat i d'Oltingen, fill del comte Guillem I de Borgonya, germà gran del comte Esteve I de Borgonya, i germà del papa Calixt II

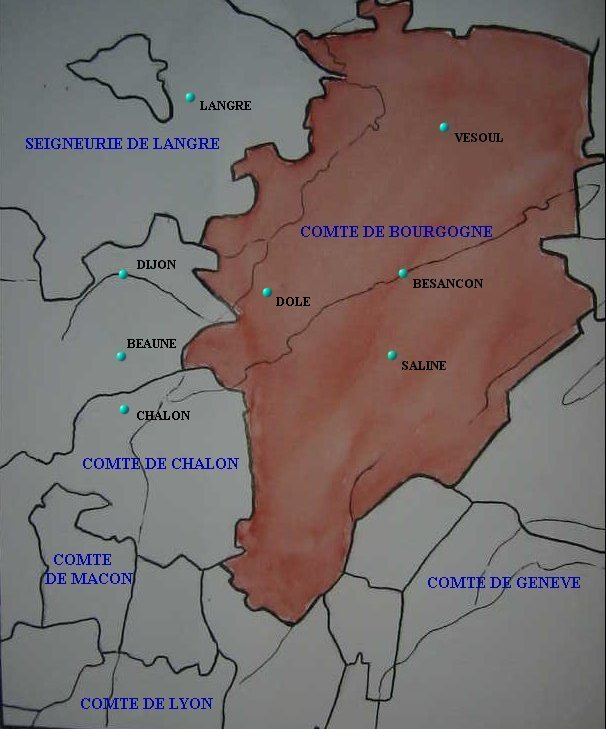
Comtat de Borgonya (aproximadament el Franc Comtat d'avui dia.

## Biografia
Nascut el 1061, fill del comte Guillem I de Borgonya i d'Estevaneta de Borgonya.
El 1087 va succeir, junt amb el seu germà Esteve I de Borgonya, al seu pare Guillem I de Borgonya, quan tenia 25 anys sent comte de Borgonya i comte de Mâcon. Formava part d'una poderosa i influent nissaga familiar vinculada pels matrimonis dels seus germans i germanes a la majoria de les potències veïnes (vegeu fills de Guillem I de Borgonya).
Es va casar amb la comtessa Regina d'Oltingen, filla i hereva del comte Conon d'Oltingen; el comtat d'Oltingen estava situat a la (regió de Basilea a la Suïssa alemanya i en va rebre també el títol i dominis per matrimoni; d'aquest matrimoni va tenir un fill, Guillem II de Borgonya dit l'Alemany.
Va morir el 1097 en la primera croada (1096- 1099) a l'edat de 41 anys. El seu germà Esteve I de Borgonya el va succeir al comtat de Borgonya, que ja cogovernava. I el seu fill Guillem II de Borgonya, l'Alemany, va rebre el comtat de Mâcon però conjuntament amb Renald III de Borgonya, fill d'Esteve I (vegeu genealogia a Esteve II d'Auxonne).